# NGC 2763
إن جي سي 2763 (بالألمانية: NGC 2763) التي يرمز لها بالرمز NGC 2763، هي مجرة، في كوكبة الشجاع.

## الاكتشاف
اكتشفت في 1785، بواسطة ويليام هيرشل.